# Tweevormige steltmot
De tweevormige steltmot of tweevormige esdoornsteltmot (Caloptilia semifascia) is een vlinder uit de familie mineermotten (Gracillariidae). De wetenschappelijke naam is voor het eerst geldig gepubliceerd in 1828 door Haworth.
De soort komt voor in Europa.